# Weberstraße 15, 17 (Quedlinburg)

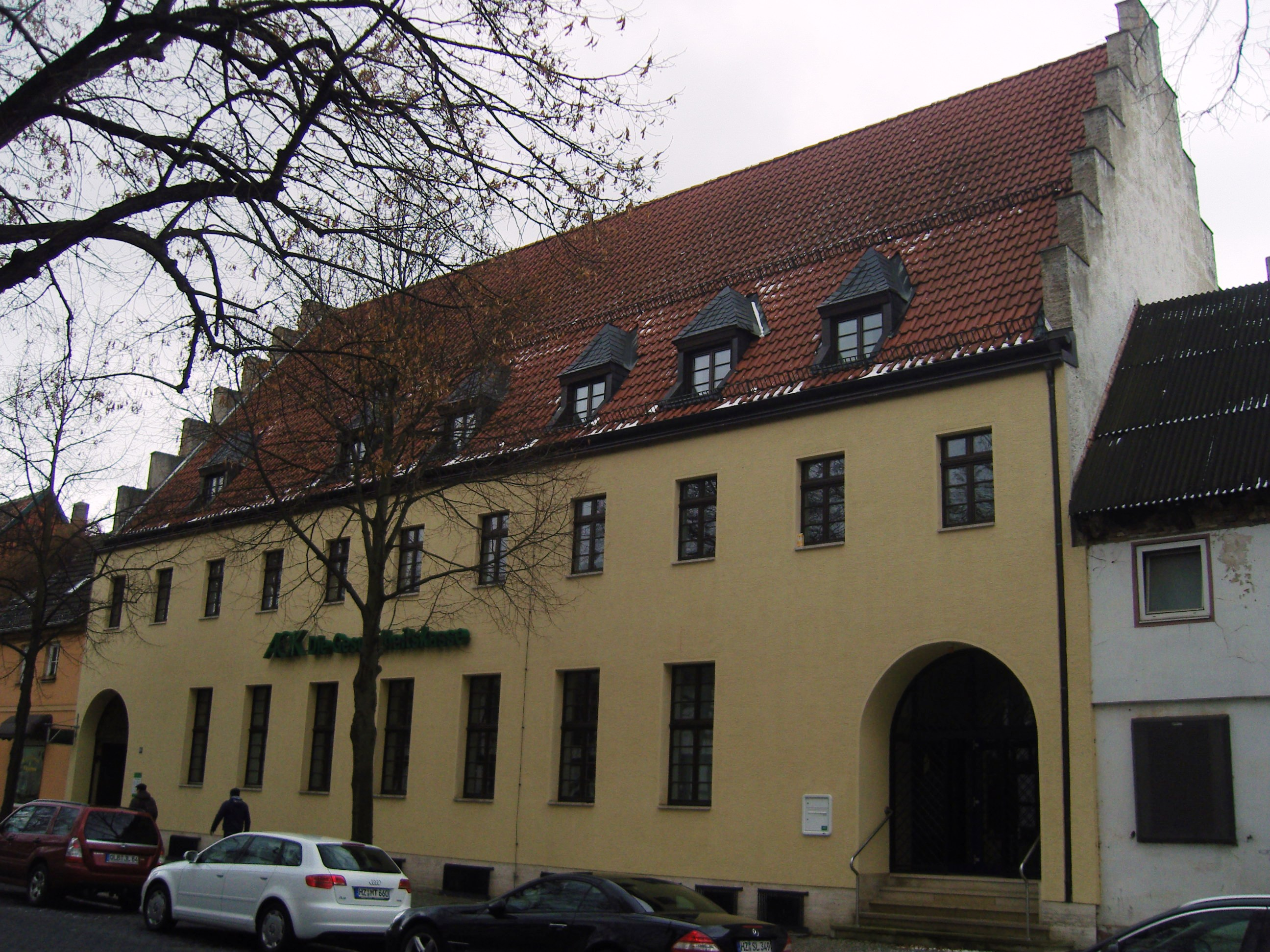
Haus Weberstraße 15, 17

Das Haus Weberstraße 15, 17 ist ein denkmalgeschütztes Gebäude in der Stadt Quedlinburg in Sachsen-Anhalt.

## Lage
Es befindet sich im nördlichen Teil der historischen Quedlinburger Neustadt. Im Quedlinburger Denkmalverzeichnis ist es als Bürogebäude eingetragen. Nördlich grenzt das gleichfalls denkmalgeschützte Haus Weberstraße 18, 18a an.

## Architektur und Geschichte
Das zweigeschossige, in massiver Bauweise errichtete, große, für die Straße markante Gebäude entstand im Jahr 1928 im Auftrag der AOK durch Hermann Baranke. Bemerkenswert sind die sehr hohen Treppengiebel auf der Nord- und Südseite des Hauses, die an die Bauweise repräsentativer Bauten des 15. und 16. Jahrhunderts erinnern. Die in der Nordhälfte des Gebäudes befindlich Hausdurchfahrt ist mit einem Holzbohlenpflaster versehen.
Auf dem Hof befindet sich ein Gebäude mit einem ungewöhnlichen halbrunden Erker, in dem sich das Treppenhaus befindet.